# Laverna
Laverna, na mitologia romana, é a deusa dos ladrões, trapaceiros e do mundo inferior. Era adorada com libações ofertadas com a mão esquerda. O poeta Horácio e o dramaturgo Plauto chamam-na de deusa dos ladrões. Em Roma, seu santuário ficava junto à Porta Lavernal.